# Kabayaki
Kabayaki (蒲焼?) este un mod de preparare a peștelui, mai ales a țiparului unagi, în care peștele este despicat de-a lungul spatelui (sau a burții), eviscerat și dezosat, întins, tăiat în fileuri dreptunghiulare, pus pe frigare și cufundat într-un sos dulce pe bază de sos de soia înainte de a fi fript pe grătar.

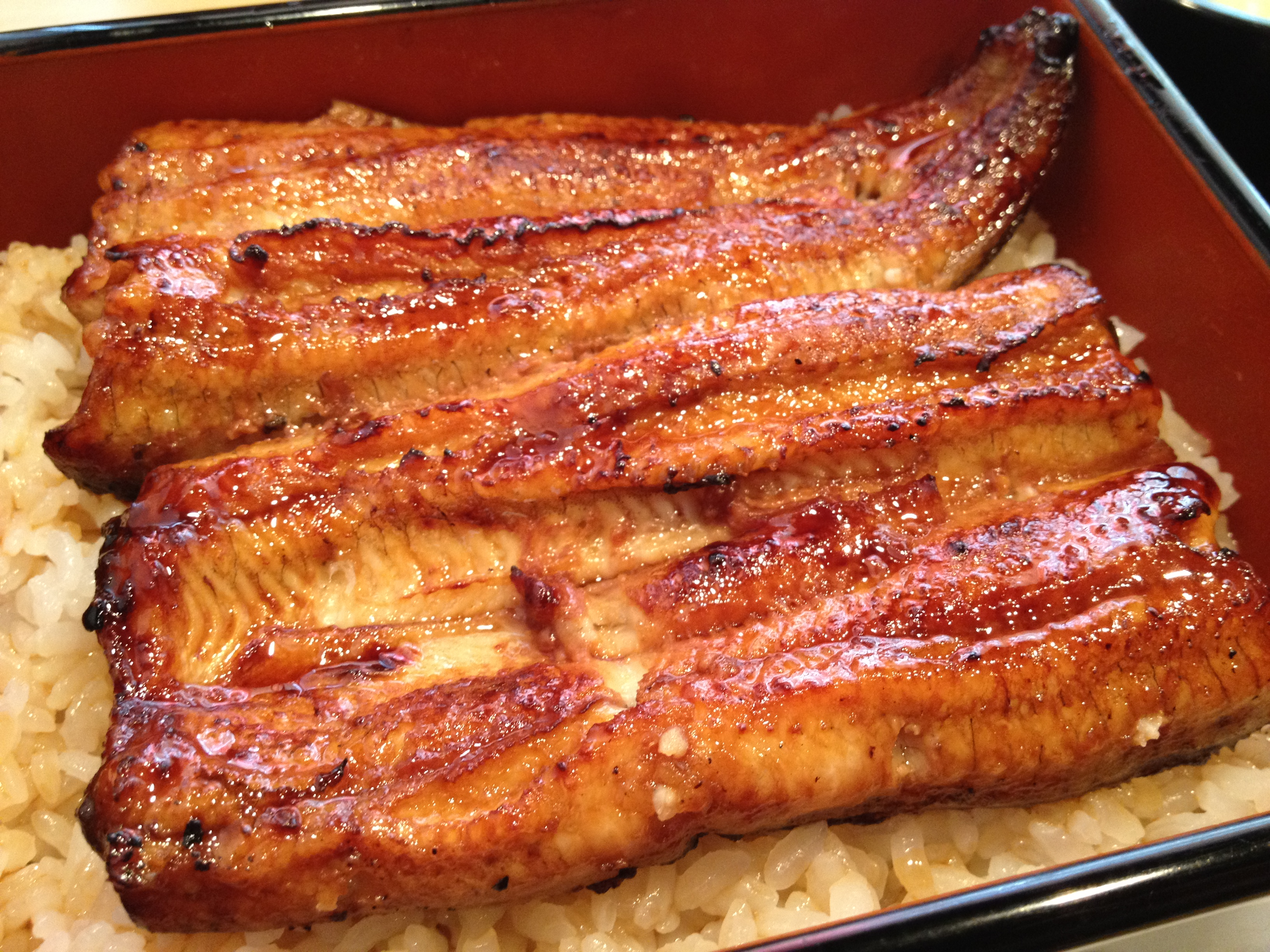
Ţipar kabayaki

În afară de unagi (țipar), același mod de preparare se folosește și pentru alte feluri de pește fără solzi, precum hamo (murena japoneƶă), dojō (cipriniforme), somn, anago (conger) și gimpo (ギンポ?) (Pholidae). În comerț se pot găsi, de asemenea, conserve de produse etichetate ca fiind în stil kabayaki, precum sanma (Cololabis saira).
Țiparul gătit kabayaki este foarte popular și reprezintă o sursă bogată de vitamine A și E, precum și acizi grași omega-3. Un obicei popular din perioada Edo presupune consumarea de kabayaki în timpul verii pentru a obține rezistență, mai ales în ziua numită doyō-no ushi-no-hi (土用の丑の日?), zi care poate cădea între 18 iulie și 8 august în fiecare an.
Țiparul în stil kabayaki este adesea servit peste un bol de orez (donburi) și numit unadon, sau așezat peste orez într-o cutie lăcuită  jūbako, caz în care se numește unajū. De asemenea, poate fi fărâmițat și amestecat uniform cu orez pentru a face hitsumabushi (ひつまぶし?), mâncare care este consumată mai ales în zona Nagoya.

## Regiunile Kanto și Kansai

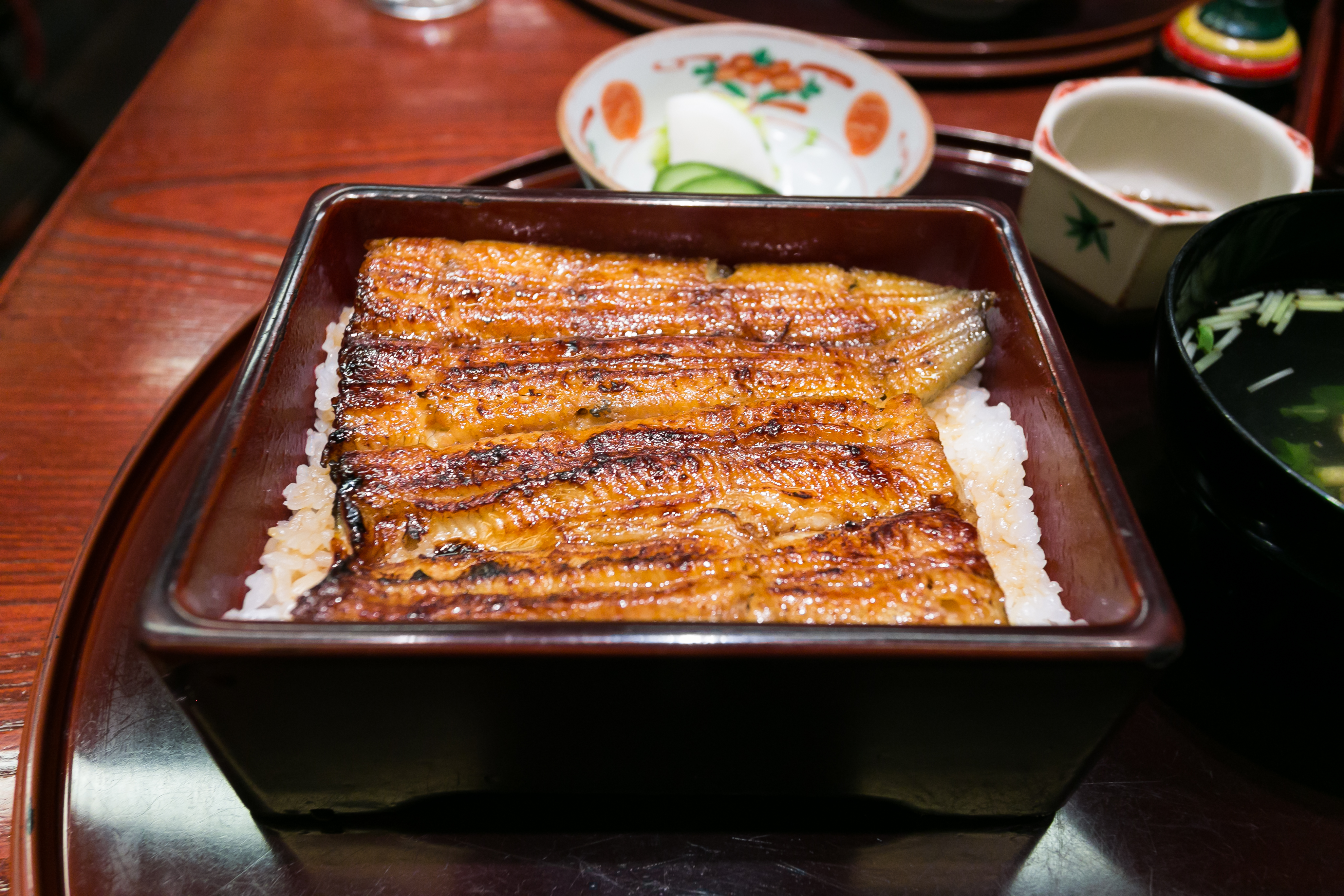
Țipar kabayaki pe orez.

Există două școli principale de gătit kabayaki. În regiunea Kanto (estul Japoniei), țiparul este despicat pe spate și întins, astfel încât o bandă de culoare mai deschisă (de pe abdomenul peștelui) este prezentă pe mijloc de-a lungul fiecărui file, pe partea cu piele. Țiparii mai lungi sunt tăiați în fileuri mai mici, dreptunghiulare, care sunt apoi puse pe frigare. În Kanto, frigăruile de țipar sunt întâi fripte fără condimente. Acest stadiu se numește shirayaki (白焼き?). Acestea sunt apoi gătite la aburi, înainte de a fi aromate și puse din nou pe grătar. Datorită acestui proces din trei pași, carnea este mult mai fragedă la final.
În regiunea Kansai (vestul Japoniei), țiparul este tăiat de-a lungul burții și pus direct la grătar, fără a fi gătit la aburi, de multe ori fără a fi tăiat mai scurt, stil numit nagayaki (長焼き?) (長焼き). Pielea poate fi mai greu de mestecat, așadar bucățile de țipar gătite în stil Kansai pot fi așezate între straturi de orez fierbinte, pentru ca aburul să le frăgezească.
În zona Kansai, țiparul este adesea numit mamushi, la fel ca numele viperei comune, Gloydius blomhoffii. Unii speculează că numele este o modificare a cuvântului mabushi cu sensul de „presărat”, în timp ce alții spun că este o referință la asemănarea dintre țipar și viperă în ce privește forma și vigoarea obținută atunci când sunt consumate.

## Etimologie
Există mai multe presupuse origini pentru numele kabayaki. Cuvântul este scris, în general, folosind caracterele 蒲焼, cu sensul papură-friptă. Asemănarea cu inflorescența maro a papurei a fost sugerată ca origine etimologică în mai multe scrieri vechi, precum Zokugo kō (『俗語考』 „Considerații asupra cuvintelor colocviale”?), scrierile lui Mankō Morisada, Kinsei jibutsu kō (『近世事物考』 „Considerații asupra lucrurilor din epoca modernă”?). Istoricul alimentar Tekishū Motoyama (ja:本山荻舟, 1881-1958) a susținut că, inițial, întregul țipar era pus pe frigărui mici și gătit în această poziție, ceea ce îl făcea asemănător cu papura, atât ca formă, cât și culoare. Această ipoteză este și etimologia dată pentru kamaboko.
O altă teorie explică numele ca urmare a asemănării pielii carbonizate cu kaba-kawa (樺皮? însemnând "fag-scoarță") (Yōshū fushi (『雍州府志』 „Arhiva provinciei Yamashiro”?), Honchō Seji Danki (『本朝世事談綺』 „Arhiva provinciei Yamashiro”?). Motoyama a propus și o derivare din kōbashī (香ばしい? „aromat, în special despre alimente prăjite sau fripte”).